# SpaceX CRS-7
SpaceX CRS-7 byla zásobovací mise na Mezinárodní vesmírnou stanici (ISS), která skončila havárií nosné rakety a ztrátou lodi. Let odstartoval 28. června 2015, nosnou raketou byl Falcon 9 a kosmickou lodí byl Dragon firmy SpaceX, u které si zásobovací let objednala NASA v rámci programu komerčních dopravních letů. 139 sekund po startu došlo k anomálii a následnému rozpadu a výbuchu rakety.

## Plán mise
Zásobovací loď Dragon měla na ISS dovézt 1867 kilogramů nákladu. Kromě zásob pro posádku, vybavení stanice a řady vědeckých experimentů šlo hlavně o nové dokovací zařízení a oblek pro výstupy do vesmíru. Loď měla zůstat u stanice pět týdnů a poté se s 640 kilogramy nákladu (odpadem a výsledky experimentů) vrátit zpět na Zemi, do Tichého oceánu.

Během mise mělo také dojít k testu záchrany 1. stupně nosné rakety, který se po oddělení od 2. stupně měl pokusit přistát na speciální plovoucí plošině (pojmenované „Of Course I Still Love You“) v Atlantském oceánu.

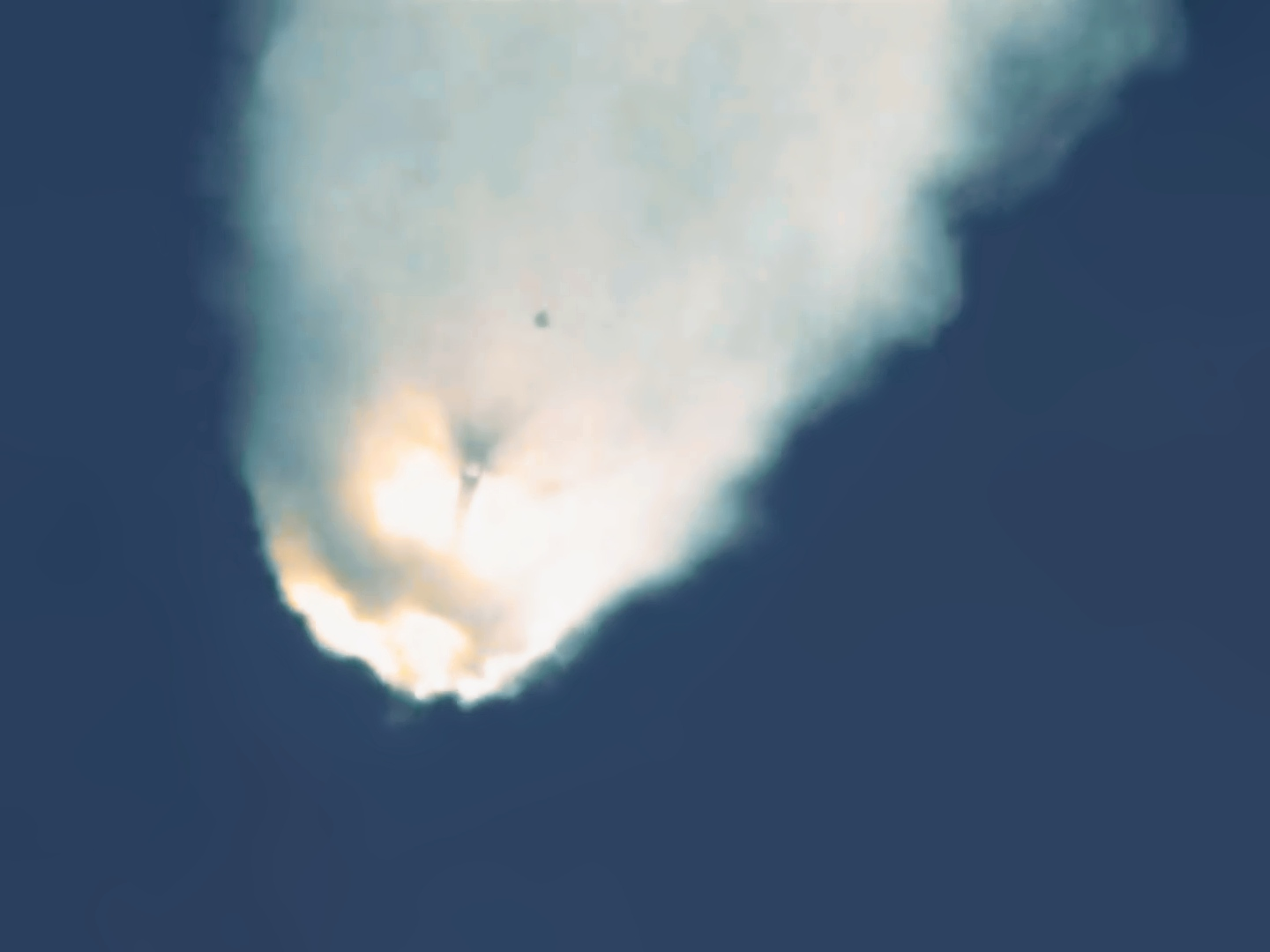
Havárie rakety Falcon 9 s lodí Dragon zhruba dvě a půl minuty po startu

## Start a havárie

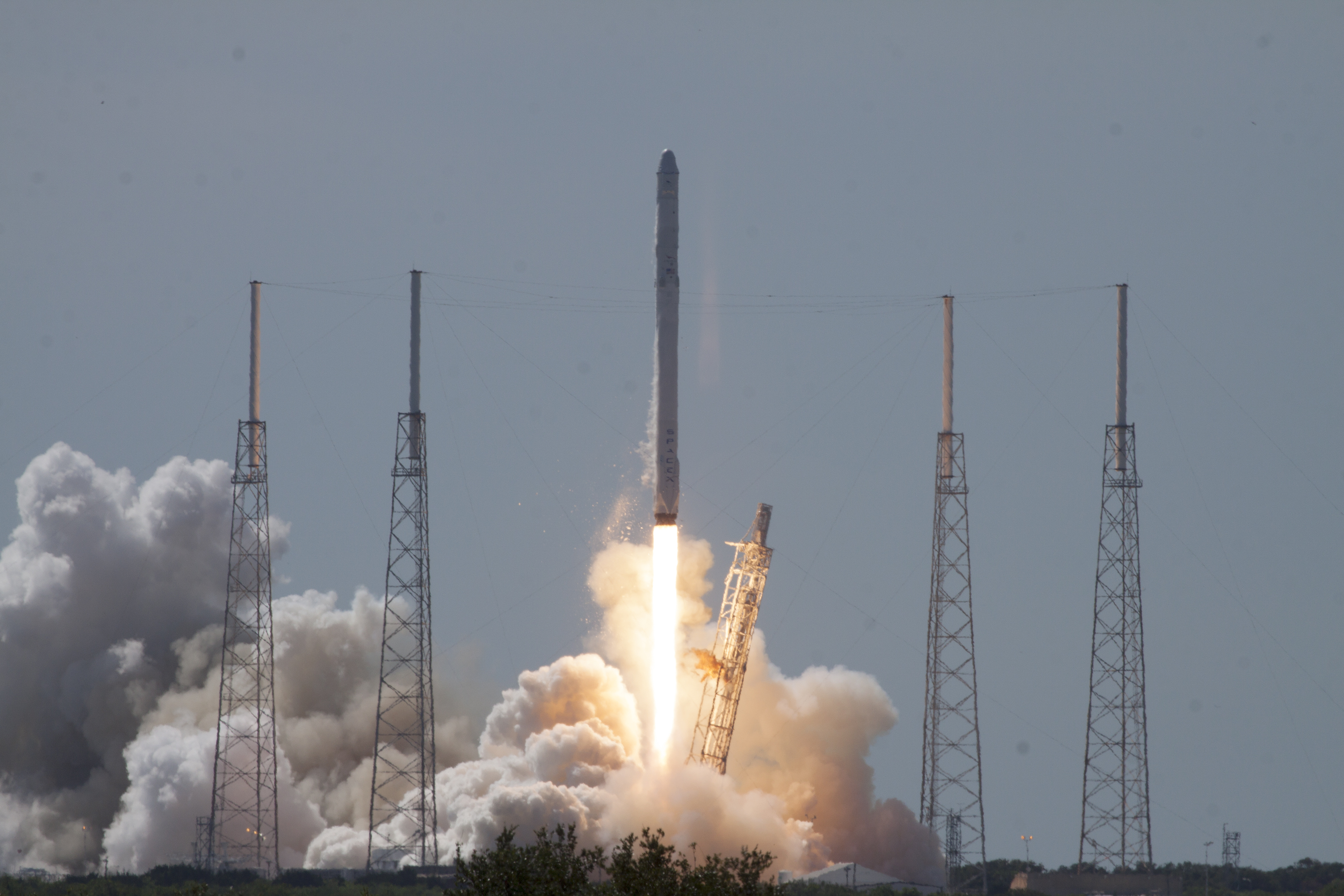
Start mise CRS-7

Po několika odkladech byl start stanoven na 28. července 2015 ve 14:21:11 UTC z mysu Canaveral. Start proběhl bez komplikací, avšak po 139 sekundách letu, ještě před oddělením 1. stupně rakety, došlo v 2. stupni k anomálii, která způsobila rozpad a výbuch rakety. Podle předběžného závěru vyšetřování havárii pravděpodobně způsobila prasklá vzpěra, kvůli které se utrhla tlaková lahev s heliem, což vedlo k výbuchu nádrže s tekutým kyslíkem. Podpěra byla výrobcem certifikována na určitou zátěž, avšak v tomto případě selhala při zátěži mnohem nižší. Jednalo se nejspíš o vadný kus. SpaceX v reakci na toto zjištění změnilo dodavatele těchto podpěr.
Loď Dragon nebyla zničena v důsledku exploze, osudným se jí stal až dopad na hladinu Atlantského oceánu. Elon Musk se následně nechal slyšet, že kdyby byly palubní počítače kapsle vhodně naprogramovány, tak by loď za pomocí svých padáků dopad úspěšně přežila.

## Důsledky
Posádka ISS díky dostatku zásob havárií ohrožena nebyla. NASA vyčíslila škodu z neuskutečněné mise na 110 milionů dolarů. Firma SpaceX kvůli havárii další plánované lety rakety Falcon 9 pozastavila. 1. září ředitelka SpaceX Gwynne Shotwellová oznámila, že k dalším letům dojde až za několik měsíců, a to s vylepšenou verzí rakety. Společnost nakonec znovu startovala 6 měsíců po nehodě.